# Матея Матевски
Матея Матевски (на албански: Mateja Matevski; на македонска литературна норма: Матеја Матевски) е поет, литературен и театрален критик, преводач и есеист от Република Македония от албански произход.

## Биография
Роден е на 13 март 1929 година в Истанбул, Турция, в семейство на православни албанци гурбетчии от село Беличица, Горна Река. Прекарва детството си в Гостивар. Първоначално учи в Гостивар и Тетово, а средно образование завършва в Скопие. Завършва Философския факултет на Скопския университет. След това работи в радиото на Социалистическа република Македония и в телевизията като журналист, редактор на културни и литературни програми. По-късно става главен редактор и директор на телевизията и генерален директор на Радио-телевизия Скопие. Член е на Македонския ПЕН център, на който е бил и председател. Матевски е работил като преподавател по история на световната драма и театър във Факултета за театрално изкуство в Скопие. От 1956 година е член на Дружеството на писателите на Македония. От 2001 до 2004 година е председател на Македонската академия на науките и изкуствата. През 2013 година е отличен със златен медал от президента на Косово Атифете Яхяга, заради многото приноси към културата на албанците.

## Творчество
- Дождови (поезия, 1956)
- Рамноденица (поезия, 1963)
- Перуника (поезия, 1976)
- Круг (поезия, 1977)
- Липа (поезия, 1980)
- Раѓање на трагедијата (поезия, 1985)
- Од традицијата кон иднината (критика и есеистика, 1987)
- Драма и театар (театрална критика и есеистика, 1987)
- Оддалечување (поезия, 1990)
- Црна кула (поезия, 1992)
- Завевање (поезия, 1996)
- Светлината на зборот (критика и есеистика)
- Мртвица (поезия, 1999)
- Внатрешен предел (поезия, 2000)